# Three-Five-Zero-Zero
Three-Five-Zero-Zero är en antikrigssång från musikalen Hair (1968), bestående av ett montage av ord och fraser baserat på Allen Ginsbergs dikt Wichita Vortex Sutra från 1966. I låten är fraser kombinerade för att skapa bilder av det militära våldet i Vietnamkriget.